# Go to Heaven
Go to Heaven ist das elfte Studioalbum der Band Grateful Dead.

## Geschichte
Da der Producer des letzten Albums Shakedown Street, Lowell George, im Juni 1979 an einem Herzinfarkt verstarb, holte sich die Band Gary Lyons als Producer hinzu.
Nachdem das Ehepaar Keith und Donna Godchaux Grateful Dead aus inneren Differenzen verließ (sie sahen für sich keine Möglichkeit, eine größere Rolle in der Band zu spielen), fand die Band mit Brent Mydland einen adäquaten Ersatz, der für elf Jahre, bis zu seinem Drogentod, Mitglied der Band sein sollte. Mydland spielte im Gegensatz zu Keith Godchaux zumeist eine Hammond-B3-Orgel, wie sie auch früher von Ron McKernan gespielt wurde, sowie Synthesizer. Godchaux war überzeugter Pianist. Zudem war Mydland im Gegensatz zu Donna Godchaux auch als Leadsänger zu hören und schrieb einige Texte. Viele Fans begrüßten den Wechsel.
Bis auf das Lied Antwerp's Placebo, welches ein 38 Sekunden langes, rein instrumentales Stück ist, haben alle Tracks der LP ihren Weg in das Live-Repertoire der Band gefunden.
Der Abschlusssong Don't Ease Me In ist eines der ältesten gespielten Lieder der Band. Sie interpretierten ihn schon 1965, als Grateful Dead noch The Warlocks hieß.
Obwohl Go to Heaven wie alle Studioalben der Band stark kritisiert wurden, befinden sich einige der Klassiker auf diesem Album, wovon Lost Sailor und Saint of Circumstance aus der Feder von Bob Weir hervorzuheben sind, die vergleichbar mit Weather Report Suite von Wake of the Flood in Melodie und Tempo sind.
Für das Albumcover war wieder Stanley Mouse zuständig, der zuletzt Europe ’72 für Grateful Dead gestaltet hatte.
Das erste Mal erschien das Album 1990 auf CD, bevor 2004 eine überarbeitete Version der neun Lieder und sechs Zusatzlieder von Rhino Records für das Boxset Beyond Description (1973-1989) auf den Markt gebracht wurde, die dann auch 2006 als einzelne CD veröffentlicht wurden.

## Erfolge
In den Billboard Charts war das Album 20 Wochen vertreten und erreichte Platz 23, die ausgekoppelte Single Alabama Getaway Platz 68.

## Trackliste

### 1980 LP

#### Seite 1
1. "Alabama Getaway" (Garcia, Hunter) – 3:36
2. "Far From Me" (Mydland) – 3:40
3. "Althea" (Garcia, Hunter) – 6:51
4. "Feel Like a Stranger" (Barlow, Weir) – 5:07

#### Seite 2
1. "Lost Sailor" (Barlow, Weir) – 5:54
2. "Saint of Circumstance" (Barlow, Weir) – 5:40
3. "Antwerp’s Placebo (The Plumber)" (Hart, Kreutzmann) – 0:38
4. "Easy to Love You" (Barlow, Mydland) – 3:40
5. "Don’t Ease Me In" (traditionelles Lied) – 3:13

### Bonus 2004
1. "Peggy-O" (traditionelles Lied) – 5:51
2. "What’ll You Raise" (Hunter) – 4:10
3. "Jack-A-Roe" (traditionelles Lied) – 4:55
4. "Althea" (live) – 8:17
5. "Lost Sailor" (live) – 6:41
6. "Saint of Circumstance" (live) – 6:35